# Arantiones
Arantiones es una localidad del municipio de Valderredible (Cantabria, España).  Está localizada a 943 m s. n. m. de altitud, y dista 3,2 km de la capital municipal, Polientes. En el año 2024 contaba con una población de 11 habitantes (INE).

## Paisaje y naturaleza
Ya solo con el ascenso hasta este pueblo, el visitante obtiene recompensa por las espectaculares vistas que entre curva y curva tenemos de Valderredible. Los alrededores del pueblo están siendo colonizados progresivamente por matorral de roble que va ocupando las tierras baldías, que nos recuerdan en abandono que desde los años 60 sufrieron los pueblos más altos de la comarca. En la hondonada que separa Arantiones del vecino pueblo de Salcedo se conserva una de las pocas manchas de Quercus pyrenaica de la zona.

## Patrimonio histórico
Los vecinos del pueblo han conservado con muy criterio algunos ejemplos de arquitectura tradicional. Su iglesia de San Antonio es de estilo barroco aunque conserva en su interior una pila bautismal románica. De gran calidad es su retablo del siglo XVIII inspirado en modelos vallisoletanos.